# فعل اختياري واضطراري
الفعل الاختياري هو الفعل الذي يصدر باختيار الفاعل بأن يكون إن شاء فعل وإن شاء لم يفعل كالقيام والقعود والصلاة والقتل وغير ذلك ويقابله الفعل الاضطراري كالارتعاش والسعال وغير ذلك.

## القصد
كل فعل اختياري موقوف على القصد وتصور الغاية لأن الترجيح بلا مرجح محال وها هنا مغالطة تقريرها أن الفعل الاختياري محال لأنه لو كان موقوفا على القصد الذي هو فعل اختياري لكان مسبوقا بقصد آخر وهلم جرا إلى غير النهاية. وما يتوقف حصوله على الأمور الغير المتناهية فهو محال لتوقفه على المحال. وحلها منع كون القصد محتاجا في صدوره إلى قصد آخر بسند أن تلك الضابطة أعني أن كل فعل اختياري موقوف على القصد مختصة بما سوى القصد. وأيضا أن قصد القصد هو عين القصد فليس هناك أمران فضلا عن أمور غير متناهية ولك أن تقول إن القصد من الأمور الاعتبارية وبطلان التسلسل فيها ممنوع.